# Sant Vicenç de Baó
Sant Vicenç de Baó és l'església parroquial del poble de Baó, a la comarca del Rosselló (Catalunya del Nord).
Està situada al bell mig del poble vell de Baó.

## Història

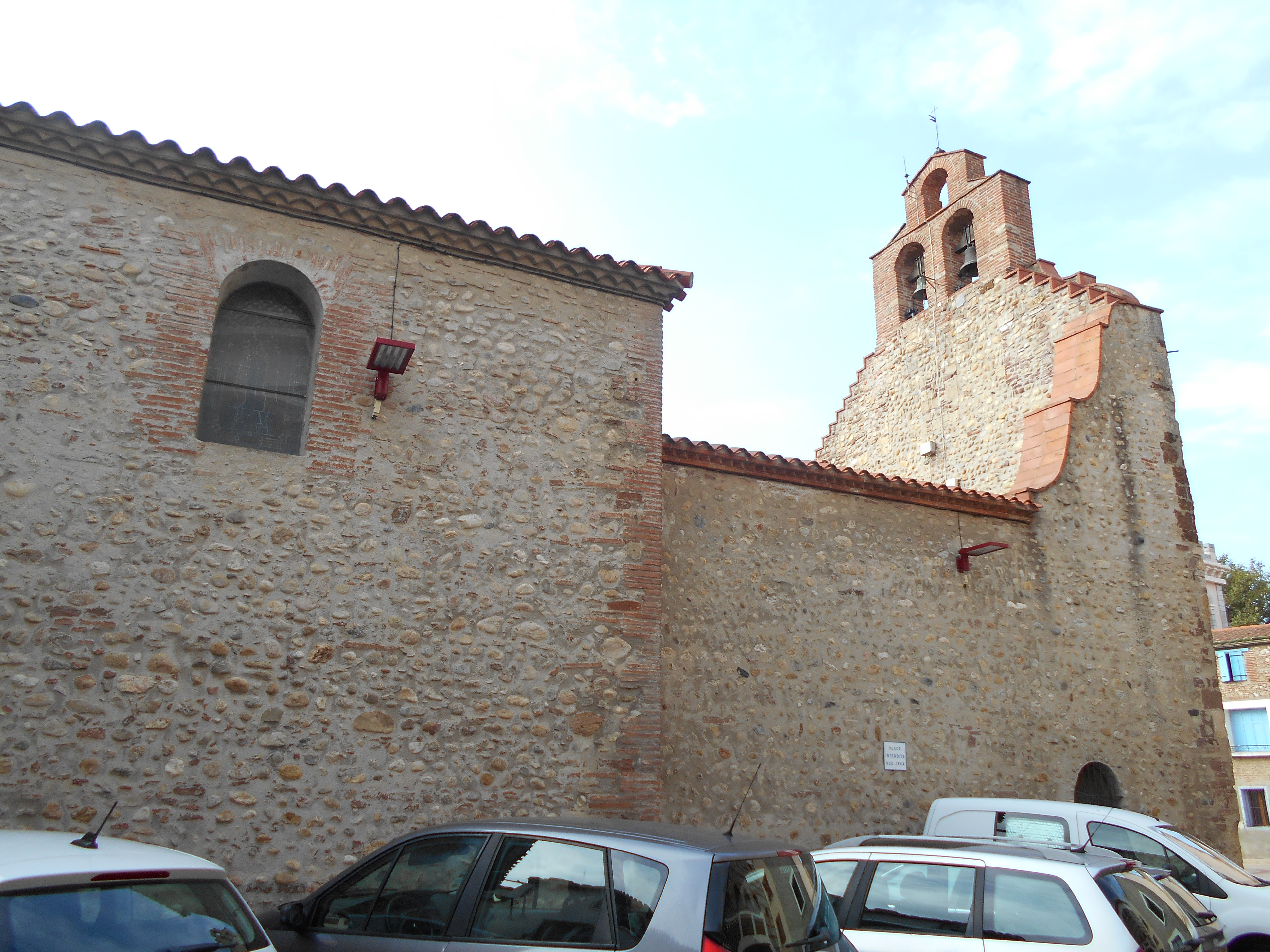
Façana nord de l'església

Esmentada el 901 (ecclesia S. Vicentii de Basono), fou donada al monestir de Cuixà per Oliba Cabreta
Substituint un edifici anterior del qual no queda res, l'església de Sant Vicenç fou tornada a consagrar el 1149 per Artau III, bisbe d'Elna. Era una església de nau única, capçada a llevant segurament per un absis semicircular. La capçalera, però, va ser reformada al segle xviii, per la qual cosa només es conserva la part occidental del temple.

## L'edifici

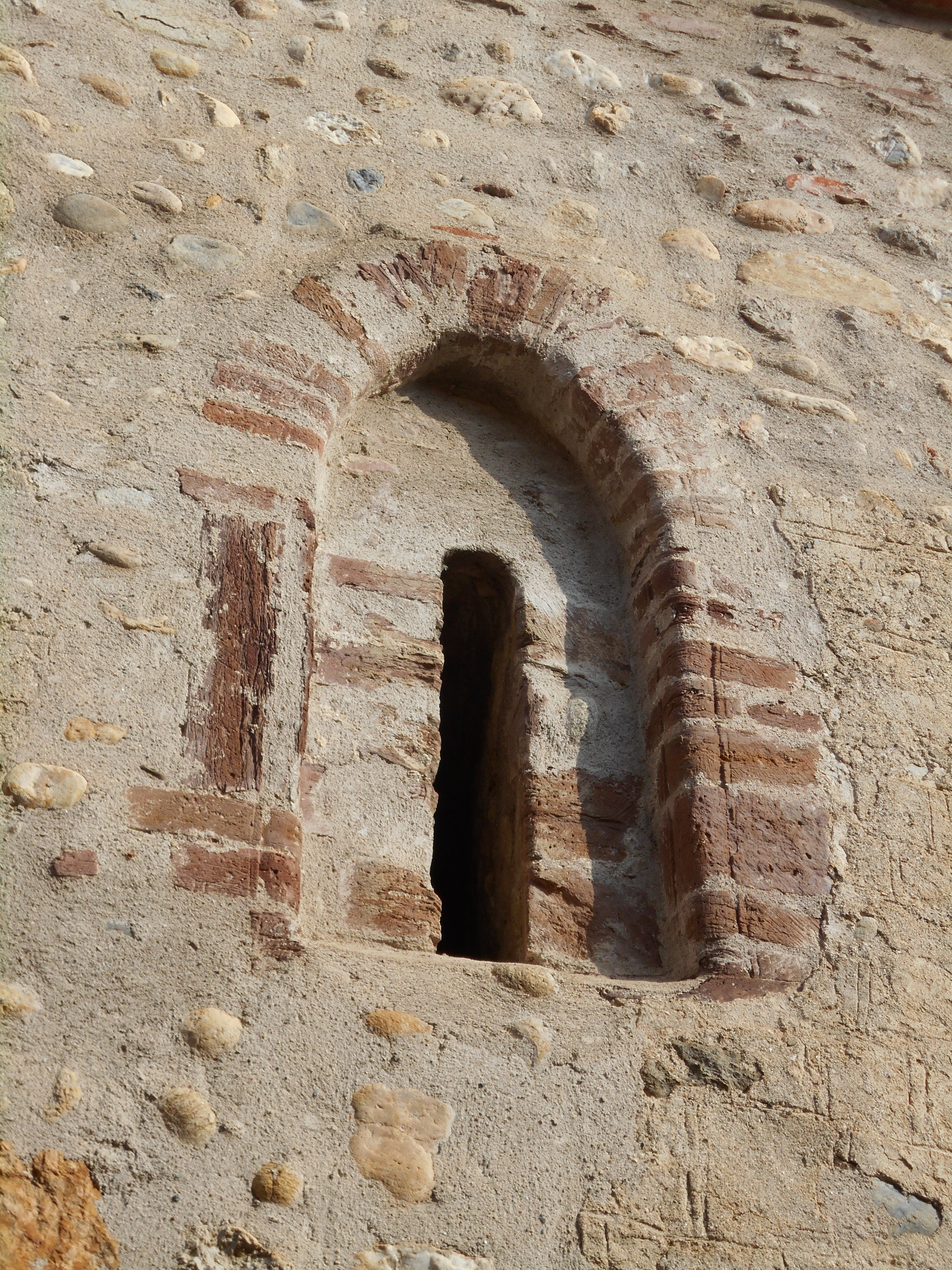
Finestra romànica, a migdia

L'església conserva la nau romànica del segle xii, però l'absis va ser refet del tot el segle xviii. A la façana de migdia hi ha una finestra romànica. Conserva tres retaules barrocs, probablement procedents d'aquesta important reforma de l'església.